# Stenostola basisuturale
Stenostola basisuturale là một loài bọ cánh cứng trong họ Cerambycidae.